# HD 4308
HD 4308 är en solliknande gul stjärna i huvudserien i stjärnbilden Tukanen.
Stjärnan har visuell magnitud +6,55 och är inte synlig för blotta ögat vid normal seeing. Den befinner sig på ett avstånd av ungefär 72 ljusår

## Exoplaneter
Närvaron av en exoplanet vid stjärnan upptäcktes 2005. Den har en massa som är endast bråkdelen av Jupiters. Den fick beteckningen HD 4308 b. Stjärnan HD 4308 har en metallicitet som är påtagligt lägre än solens, vilket är ovanligt för stjärnor med planeter.
| Planet | Massa      | Halv storaxel (AE) | Siderisk omloppstid (d) | Excentricitet | Inklination | Radie |
| ------ | ---------- | ------------------ | ----------------------- | ------------- | ----------- | ----- |
| b      | >0,0442 MJ | 0,118±0,009        | 15,609±0,007            | 0,27±0,12     | –           | –     |